# Détroit de Mackinac
Pour les articles homonymes, voir Mékinac (homonymie).
Le détroit de Mackinac (Straits of Mackinac en anglais) est un détroit reliant le lac Michigan au lac Huron, dans une direction ouest-est. Il est bordé au nord par la péninsule supérieure du Michigan et au sud par la péninsule inférieure du même État. 
Le détroit est large de huit kilomètres à son point le plus étroit, où il est enjambé par le pont Mackinac, qui relie les deux péninsules.

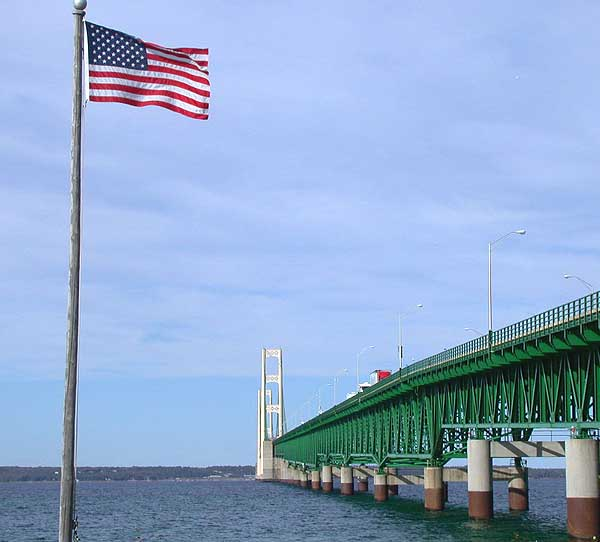
Vue du détroit de Mackinac, avec le pont Mackinac.

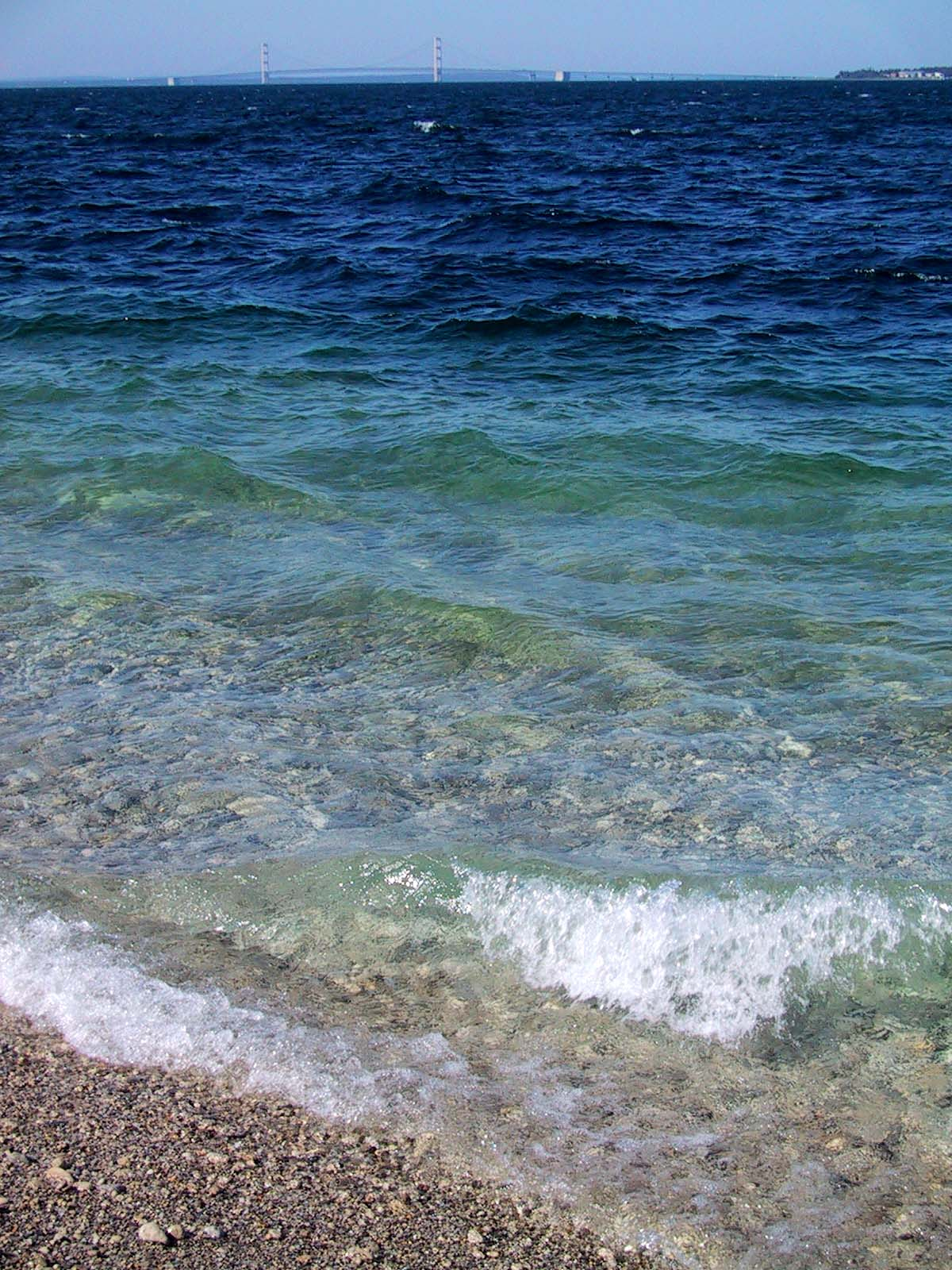
Vue du détroit de l'île Mackinac. En haut, le pont Mackinac est faiblement visible.